# Lenningen
Lenningen là một thị xã ở huyện Esslingen trong bang Baden-Württemberg in nước Đức. Đô thị Lenningen có diện tích 41,44 km².

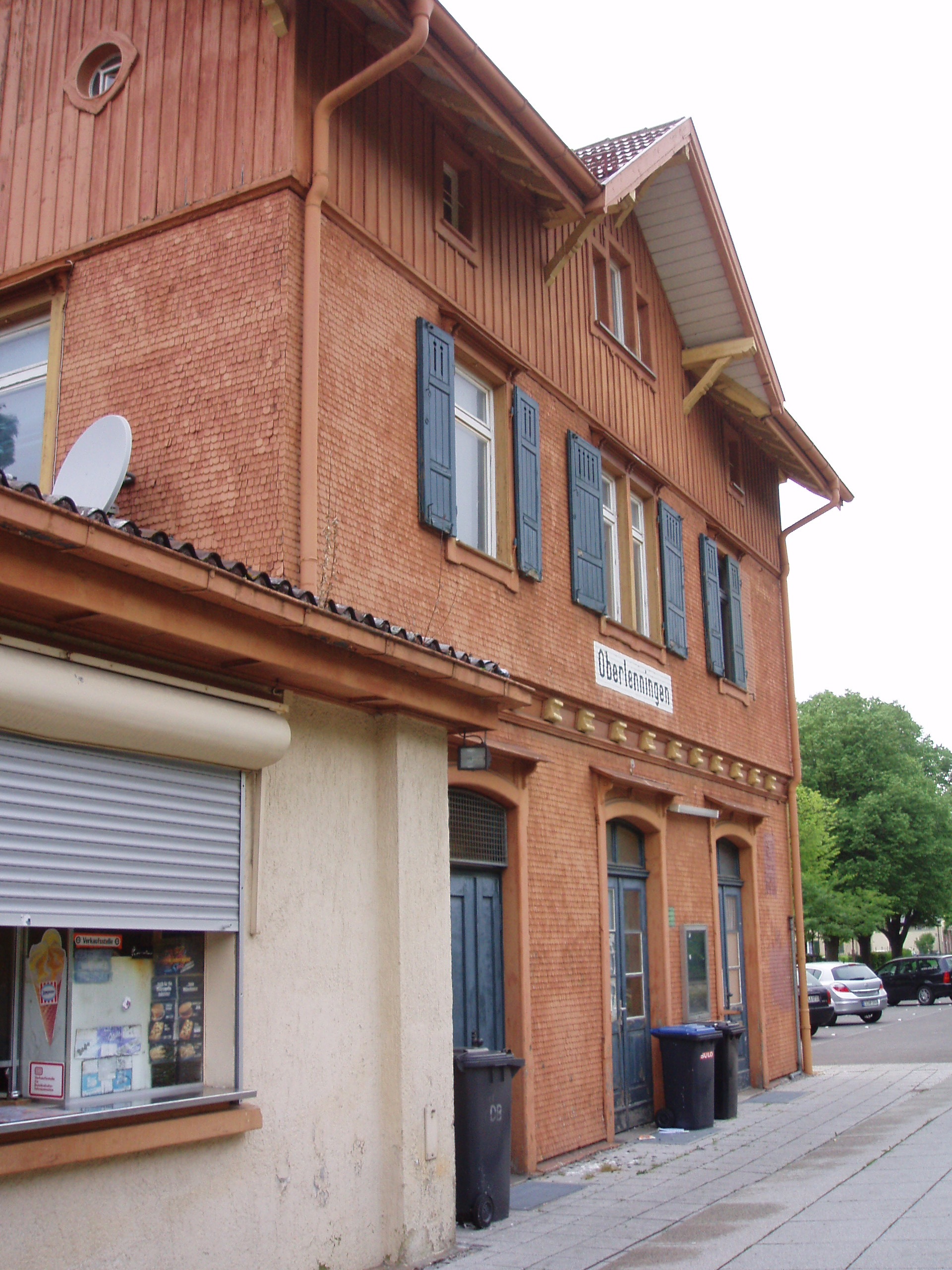
Nhà ga Oberlenningenn